# Carpeneto
Carpeneto är en ort och kommun i provinsen Alessandria i regionen Piemonte i Italien. Kommunen hade 948 invånare (2018).